# MDA5
MDA5 (melanoma differentiation-associated protein 5) patří mezi RIG-I-like receptory. Je to dsRNA helikáza, kterou v lidech kóduje gen IFIH1. MDA5 je součástí rodiny RIG-I-like receptorů (RLR), která také zahrnuje RIG-I a LGP2, a funguje jako pattern recognition receptor (PRR) schopný detekovat viry. Obecně se věří, že MDA5 rozpoznává dvouřetězcovou RNA (dsRNA) delší než 2 000 nukleotidů, avšak ukázalo se, že zatímco MDA5 dokáže detekovat a vázat se na cytoplazmatickou dsRNA, je také aktivován komplexem RNA s vysokou molekulovou hmotností složenou ze ssRNA a dsRNA. U mnoha virů jsou účinné antivirové reakce zprostředkované MDA5 závislé na funkčně aktivním LGP2. Signální kaskády v MDA5 jsou iniciovány přes doménu CARD. Některá pozorování prováděná v rakovinných buňkách ukazují, že MDA5 také interaguje s buněčnou RNA a je schopen vyvolat autozánětlivou reakci.

## Funkce
MDA5 dokáže rozpoznat dlouhou dsRNA, genomovou RNA dsRNA virů i replikativní meziprodukty pozitivních i negativních RNA virů. Ukázalo se také, že MDA5 interaguje s řadou chemických modifikací RNA. Například eukaryotická mRNA je často methylována v poloze 2’-O prvního a druhého nukleotidu za 5´ čepičkou. Tyto struktury se nazývají cap1 a cap2. MDA5 je schopen detekovat nepřítomnost 2'-O-methylace, navázat se na tento typ RNA a zahájit imunitní odpověď.

## Mechanismus
Aktivovaný MDA5 interaguje s mitochondriálními antivirovými signálními proteiny (MAVS) prostřednictvím svých aktivačních a náborových domén kaspáz (CARD) na N-konci molekuly. MAVS pak fungují jako multiproteinový komplex a rekrutují inhibitor nukleárního faktoru kappa B, konkrétně kinázové podjednotky epsilon (IKKε) spolu se serin/treonin-proteinovou kinázou 1 (TBK1). To způsobí fosforylaci a transport interferonových regulačních faktorů 3 a 7 (IRF3 a IRF7) do jádra buňky. Regulační faktory pak v jádru indukují transkripci interferonových genů typu I IFN-β a IFN-α.

## Struktura
MDA5 se řadí mezi ATP dependentní DExD/H box RNA helikázy. Skládá se ze 2 CARD domén na svém N-konci, peptidického pantu a helikázové domény složené z domén typu RecA-like Hel1 a Hel2. Dalším peptidickým pantem je pak připojena C-terminální doména (CTD), která je schopná rozpoznávat a vázat RNA. Kromě kladně nabitého žlábku, který rozpoznává RNA obsahuje CTD také zinek vázající doménu.